# Октябрьская площадь (Ярославль)
Октя́брьская пло́щадь — площадь в центральной части города Ярославля около Октябрьского моста через Волгу. Образована пересечением улиц Победы и Республиканской.

## История
Площадь была образована в 1960-х годах при строительстве моста через Волгу. До 1937 года на месте въезда на мост находилась церковь Петра и Павла, а до XV века — Петровский монастырь, основанный в XI веке.
В 1966 году состоялось открытие Октябрьского моста, и тогда же площадь получила своё современное название, по случаю подготовки к празднованию 50-летия Октябрьской революции.

## Здания и сооружения
- Республиканская улица, 3 — Культурно-коммерческий комплекс «Красный маяк»
- Республиканская улица, 7 — ТЦ «Флагман»
- Пятницкая улица, 5 — Церковь Параскевы Пятницы

## Транспорт
На площади находится остановка: «Октябрьская площадь», на которой останавливается Тб: 2, 7, А: 14, 15, 22, 23, 24, 27, 28, 30, 32, 32к, 33 и М\т: 36, 37, 38, 52, 67, 73, 83, 84, 85д, 85к, 86, 87, 90, 93, 98, 99․